# 光叶七叶树
光叶七叶树（学名：Aesculus glabra，英语：Ohio buckeye），是七叶树属的一种植物，原产于美國中西部和大平原下游地区和加拿大安大略省西南部的圣克莱尔湖沃波尔岛上。

## 特征
掌状复叶，圆锥花序，开红色，黄色至黄绿色花，结圆形蒴果。其种子含有鞣酸，对牛和人类都有毒害作用。其嫩叶、嫩枝和树皮也有毒。美洲原住民会煮熟七叶树果实食用。
- 叶子和果实
- 花
- 干燥的果实
- 树皮

## 用途
其木材柔软而轻，很少会被人类使用 。其果实硕大，所以作为行道树也不是很好的选择。
莱纳佩人认为其果实可以治疗风湿病，磨碎后混合橄榄油或羊油可以治疗耳痛。他们也会用磨碎的果实来毒鱼。
其果实晒干后会变硬发黑，美洲原住民会将其制成类似于夏威夷石栗项链的项链。

## 文化
它是俄亥俄州的州树，也是俄亥俄早期殖民者的绰号，后来又开始被用作俄亥俄州人的昵称。俄亥俄州立大学于1950年正式采用“Buckeyes”作为其昵称，并且也将其用于校队俄亥俄州立大学七叶树队。
外形仿照其果实制成的七叶树糖（Buckeye candy） 是俄亥俄州圣诞节和大学橄榄球赛季常见的零食。
七叶树的果实在比尔·沃特森的漫画《凯文的幻虎世界》中反复出现，沃特森本人就是在俄亥俄州查格林福尔斯长大的。